# Diego Hurtado de Mendoza y Suárez de Figueroa
Diego Hurtado de Mendoza y Suárez de Figueroa (Guadalajara, 1417 — Manzanares el Real, 25 de janeiro de 1479)  foi um nobre e político do Reino de Castela que ostentou os títulos de títulos de 1.º duque do Infantado, 2.º marquês de Santillana, 1.º marquês de Argüeso, 1.º marquês de Campoo, 2.º conde de Real de Manzanares e 4.º senhor de Hita e Buitrago.

## Biografia
Era filho primogénito de Catalina Suárez de Figueroa e de Íñigo López de Mendoza, 1.º Marquês de Santillana e irmão de Pedro González de Mendoza, conhecido como cardeal Mendoza, e de Íñigo López de Mendoza y Figueroa, 1.º conde de Tendilla.
Herdou o título de marquês de Santillana após a morte do seu pai em 1458. Mecenas das belas artes, patrocinou a construção do castelo de Manzanares el Real e iniciou o projeto de construção do Palácio do Infantado em Guadalajara.
Inimigo do valido do rei, Juan Pacheco, Marquês de Vilhena, contribuiu com as ascensão na corte de Beltrán de la Cueva, 1.º duque de Alburquerque ao casá-lo com a sua filha Mencía em 1462.
Durante a guerra civil de Castela que começou em 1465, que opôs a Liga Nobiliária ao rei Henrique IV de Castela, começou por ser partidário da princesa Joana de Trastâmara (a Beltraneja), que então tinha apenas três anos de idade, opondo-se à Liga Nobiliária, que apoiava o infante Afonso como sucessor régio e que chegou ao ponto de encenar por duas vezes a deposição de Henrique (ver Farsa de Ávila).
No entanto, as conversações do seu irmão, o cardeal Mendoza, com Rodrigo Bórgia, o futuro Papa Alexandre VI que em 1473 visitou Castela e que era apoiante dos Reis Católicos, levaram-no a passar-se para o partido destes após ter-se encontrado secretamente com Isabel de Castela e Fernando.
Após a morte de Henrique IV em dezembro de 1474, os conflitos evoluem para o que ficou conhecido como a Guerra de Sucessão de Castela, durante a qual os Mendoza liderados por Diego Hurtado de Mendoza foram um dos principais apoiantes em armas dos Reis Católicos contra os partidários de Joana e do rei português Afonso V, que entretanto se casou com Joana em Plasencia a 25 de maio de 1475.
A lealdade de Diego Hurtado de Mendoza aos direitos de Isabel, a Católica valeu-lhe ser agraciado com o título de duque do Infantado em 1475. No mesmo ano foi nomeado presidente da Real Audiência e Chancelaria de Valhadolide (uma espécie de tribunal supremo de Castela).

## Casamentos e descendência
O primeiro casamento foi com Brianda de Luna y Mendoza, filha de Juan Hurtado de Mendoza, senhor de Morón, Gormaz e Mendivil, e de María de Luna, senhora de Junquera. O casal teve os seguintes filhos:
- Íñigo López de Mendoza y Luna, 1.º duque do Infantado
- Juan de Mendoza, senhor de Beleña
- Pedro González de Mendoza, senhor de Castrillo de Villavega, Villavega de Castrillo, Guardo e Tordehumos
- García Laso de Mendonza, abade de Santillana del Mar e senhor de Yunquera de Henares
- Antonio de Mendoza
- Catalina de Mendoza, casada com Alfonso Ramírez de Arellano, 1.º conde de Aguilar de Inestrillas
- María Hurtado de Mendoza y Luna, casada com Diego Fernández de Córdoba, 2.º conde de Cabra
- Mencía de Mendoza y Luna, casada con Beltrán de la Cueva, 1.º duque de Alburquerque
- Mayor de Mendoza, casada con Pedro de Navarra

Contraiu segundas núpcias com Isabel Henriques de Noronha, filha de Rui Vaz Pereira e de Beatriz de Noronha, com quem teve duas filhas:
- Ana de Mendoza, casada com Juan Pérez de Cabrera y Bobadilla, 2.º marquês de Moya
- Beatriz de Mendoza, casada com Diego de Castilla, senhor de Gor